# Rugby Challenge
Rugby Challenge è una competizione sudafricana di rugby a 15 per squadre di club organizzata dalla South African Rugby Union.
Istituita nel 2017, rimpiazza la vecchia Vodacom Cup soppressa nel 2015 a seguito di una ristrutturazione dei tornei interni decisa dalla federazione; in ragione di ciò, è la manifestazione cadetta della Currie Cup e la terza per importanza nel Paese dopo la citata e il Super Rugby.
Alla competizione partecipano quattordici formazioni provinciali sudafricane di Currie Cup, una squadra namibiana, i Welwitschias di Windhoek e, dal 2019, una squadra sperimentale della federazione dello Zimbabwe.
Al 2019 si sono tenute 3 edizioni di manifestazione con altrettanti diversi vincitori, nell'ordine Western Province, Pumas e Griquas; quest'ultima squadra ha figurato altresì in tutte le finali fino a tale data disputate.
La quarta edizione, in programma per aprile 2020, fu annullata, come del resto tutto il resto dell'attività sportiva, per via delle restrizioni a contrasto della pandemia di COVID-19.

## Storia
Nel 2015 l'ampliamento della Currie Cup a 15 squadre causò la soppressione della sua competizione cadetta, la Vodacom Cup, per lasciare date libere alla competizione così ristrutturata; tuttavia, al fine di dare alle squadre della Currie una competizione in cui far crescere i propri giocatori più giovani, e di dare l'opportunità ai convalescenti del Super Rugby di ritrovare il passo-gara, fu istituita nel 2017 la Rugby Challenge, la quale si distingue dalla competizione-madre per svolgersi in impianti e località dove normalmente non vi è l'occasione di assistere a gare di rugby di alto livello e di disputare le proprie gare di domenica, rispetto a Currie Cup e Super Rugby che si giocano il sabato.
Alla prima edizione parteciparono le 14 squadre sudafricane e la squadra namibiana di Currie Cup e a vincere fu la formazione di Città del Capo del Western Province sconfiggendo in finale i Griquas; un anno più tardi questi ultimi si ripresentarono in finale ma furono di nuovo sconfitti, in tale occasione dai Pumas.
Nel 2019, infine (prima edizione a 16 squadre), in una finale che vide di fronte le stesse due squadre dell'anno precedente, furono i Griquas che, al terzo tentativo, si aggiudicarono il trofeo.

## Formula
Le 16 squadre sono ripartite in 2 gironi geografici di 8 squadre ciascuno, in cui esse si incontrano in gare di sola andata.
Le prime due classificate accedono alla semifinale in gara unica, con la prima di ogni girone a ricevere in casa la seconda dell'altro.
Anche la finale, la cui sede è a cura della federazione, si tiene in gara unica.
Nelle edizioni 2017 e 2018 invece, le 15 squadre erano ripartite in 3 gironi geografici, in ciascuno dei quali le cinque squadre che li componevano si incontravano in doppia gara di andata e ritorno su 10 fine settimana (8 incontri + 2 riposi a testa).
Ai quarti di finale accedevano le prime due di ogni girone più le due migliori terze in base al punteggio acquisito, e il seeding era calcolato in base alle posizioni: in ordine di punteggio nel girone, quello da 1 a 3 era delle migliori prime, quello da 4 a 6 delle migliori seconde e il 7 e l'8 delle due migliori terze; gli accoppiamenti dei quarti vedevano le squadre con i seeding dall'1 al 4 incontrare, all'inverso, quelle dall'8 al 5.
I turni a eliminazione diretta, compresa la finale, si tenevano in gara unica in casa della squadra con il punteggio migliore in prima fase.

## Albo d'oro
| Edizione | Edizione | Vincitore        |
| -------- | -------- | ---------------- |
| 1        | 2017     | Western Province |
| 2        | 2018     | Pumas            |
| 3        | 2019     | Griquas          |

### Finali
| Edizione | Incontro                   | Risultato | Sede                                 |
| -------- | -------------------------- | --------- | ------------------------------------ |
| 2017     | Western Province — Griquas | 28-19     | Florida Park (Città del Capo)        |
| 2018     | Pumas — Griquas            | 32-30     | Bridgton Sports Grounds (Oudtshoorn) |
| 2019     | Griquas — Pumas            | 28-13     | Saldanha Stadium (Saldanha)          |